# Михайло-Архангельский монастырь (Великий Устюг)
Михайло-Архангельский монастырь — упразднённый мужской монастырь в Великом Устюге. Представляет собой наиболее полно сохранившийся монастырский ансамбль в городе.

## История
Согласно церковным легендам и агиографическим сведениям, монастырь этот старейший на Русском Севере: основан в 1212 году, в княжение ростовского князя Константина Всеволодовича, монахом Киприаном. Великоустюжские летописи XVIIII-XIX вв. утверждают, что жители города Устюга просили преподобного устроить обитель рядом с городом. Выбрав место «при езерах за острожною осыпью», Киприан построил обитель и деревянные церкви в честь Введения во храм Пресвятой Богородицы и во имя Архистратига Михаила.
Достоверно известно, что монастырь существовал в 1521 году, когда получил несудимую грамоту от великого князя Василия Иоанновича.

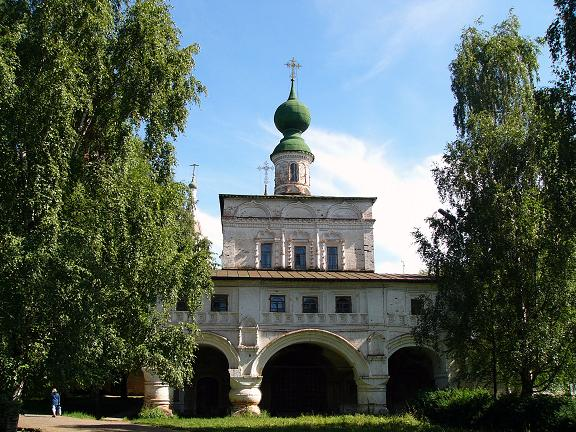
Надвратная церковь Владимирской Богоматери

В 1651 году сильный пожар уничтожил деревянные здания монастыря. Сразу после этого были возведены первые каменные сооружения — Михайло-Архангельский собор и церковь Введения с трапезною (строительство 1653—1656 г.). В 1682 году строится Владимирская надвратная церковь. Вместо часовни построенной над гробом преп. Киприана в 1710 году возводится небольшая каменная церковь Преполовения Пятидесятницы. В первой половине XVIII века были построены двухэтажные настоятельские (1734—1735 г.) и братские (1736—1737 г.) келии.
С 1842 году к монастырю приписан Троице-Гледенский, а с 1860 года — лальский Михайло-Архангельский монастырь.

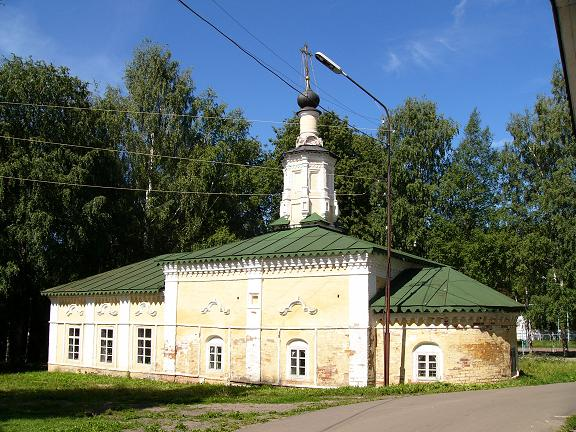
Церковь Преполовения

В 1919 году монастырь был закрыт решением исполкома Великоустюгского Совета рабочих, солдатских и крестьянских депутатов. Здания были переданы под организацию концентрационного лагеря. К 1924 году здания Михайло-Архангельского собора и Владимирской надвратной церкви переданы Великоустюгскому музею. В годы войны на территории монастыря находилось Пуховическое военное пехотное училище. С сентября 1945 года территорию гражданских сооружений монастыря занимает автотранспортный техникум.
30 августа 1960 года комплекс монастыря поставлен под государственную охрану, как объект культурного наследия союзного значения.
По состоянию на 2011 год Михайло-Архангельский монастырь числится в Вологодской епархии Русской православной церкви как недействующий. Епископом Игнатием 16 июля 2014 года издан указ об образовании Православной религиозной организации Архиерейское подворье «Михайло-Архангельский монастырь».

## Архитектурный ансамбль
- 5-главый Михайло-Архангельский собор с шатровой колокольней (1653-56)
- церковь Введения с трапезной (1653-56)
- Владимирская надвратная церковь (1682)
- Церковь Преполовения (1710) обозначает место захоронения преп. Киприана
- Настоятельские палаты (1734-35)
- Братские кельи (1736-37)